# Asedio de Boston
El asedio de Boston fue un episodio de la guerra de Independencia de los Estados Unidos, acaecido entre el 19 de abril de 1775 y el 17 de marzo de 1776 en Boston, Massachusetts y alrededores. Los beligerantes fueron Gran Bretaña por un lado, y las Trece Colonias de la costa este de América del Norte por el otro. El resultado fue una victoria estratégica de los americanos (también llamados patriotas, continentales o coloniales) y la evacuación o retirada de los británicos de Boston, que se dirigieron por mar a Halifax, Nueva Escocia.
Boston, que por aquel entonces era una ciudad peninsular, estaba controlada por la fuerte armada británica. El plan de los coloniales era sitiar o asediar la ciudad por tierra, de forma que los británicos no pudieran abastecerse de provisiones o alimentos por vía terrestre, y tuvieran que evacuar la ciudad.
El asedio comenzó el 19 de abril, después de las batallas de Lexington y Concord, cuando los militares de las comunidades de Massachusetts bloquearon el acceso por tierra a Boston. El Congreso Continental formó la Armada Continental, con George Washington como comandante en jefe. En junio, los británicos tomaron las colinas Bunker y Breed desde donde los patriotas tenían planeado atacar la ciudad, pero en esta conquista los británicos perdieron muchos hombres, y sus ganancias fueron insuficientes para romper el dominio que la armada continental tenía en el acceso a Boston.
En noviembre, George Washington envió al joven soldado de 25 años Henry Knox a traer a Boston la artillería pesada que había sido capturada en el fuerte Ticonderoga. En una operación muy compleja, Knox consiguió llevar muchos cañones al área de Boston en el mes de enero de 1776. En marzo, las tropas coloniales consiguieron tomar las colinas de Dorchester Heights, y llevaron allí dichos cañones, dispuestos a bombardear la ciudad. No fue necesario, porque el comandante británico William Howe vio que la posición era indefendible, y el día 17 de dicho mes, evacuaron la ciudad, retirándose al fuerte de Halifax, Nueva Escocia. Aún hoy, el 17 de marzo es fiesta en el estado de Massachusetts, conocida como el "Día de la evacuación" (Evacuation Day, en inglés).

## Antecedentes

La bandera de los americanos durante el asedio a Boston

Con anterioridad a 1775, los británicos ya abusaban con muchos impuestos a los colonos americanos, por lo que estos echaban en falta tener más representación en el parlamento británico. En respuesta al motín del té y otros actos de protesta, 4.000 británicos, al mando de Thomas Gage, fueron enviados a Boston para controlar la inquieta provincia de la bahía de Massachusetts. Gage disolvió el gobierno provincial (dirigido por John Hancock y Samuel Adams) y lo reformó como un Congreso Provincial. Este congreso continuó reuniéndose y organizando militares y armas. Bajo la Ley del Puerto de Boston, Gage cerró el puerto de Boston, lo que causó mucho desempleo y descontento.

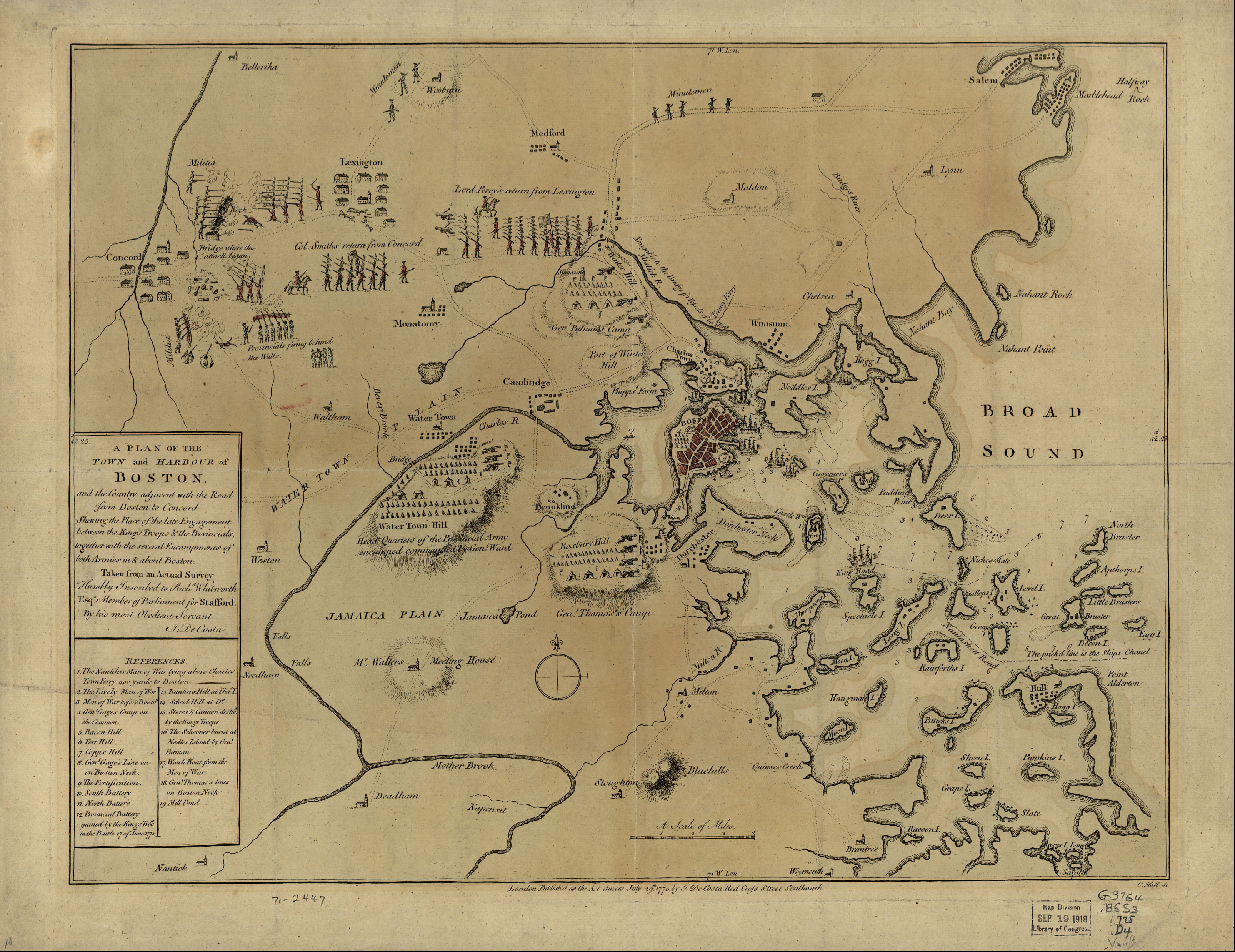
Mapa de 1775 de la batalla de Lexington y Concord y el asedio de Boston.

Cuando los británicos fueron enviados a la ciudad de Concord a adueñarse de las armas almacenadas allí el 19 de abril de 1775, los militares coloniales de los alrededores se opusieron en las batallas de Lexington y Concord. Los británicos huyeron de nuevo a Boston a acuartelarse allí. La noticia corrió por las demás provincias de Nueva Inglaterra (y posteriormente también por las situadas más al sur) y mandaron hombres al área de Boston.

## Asedio

### Atrincherándose

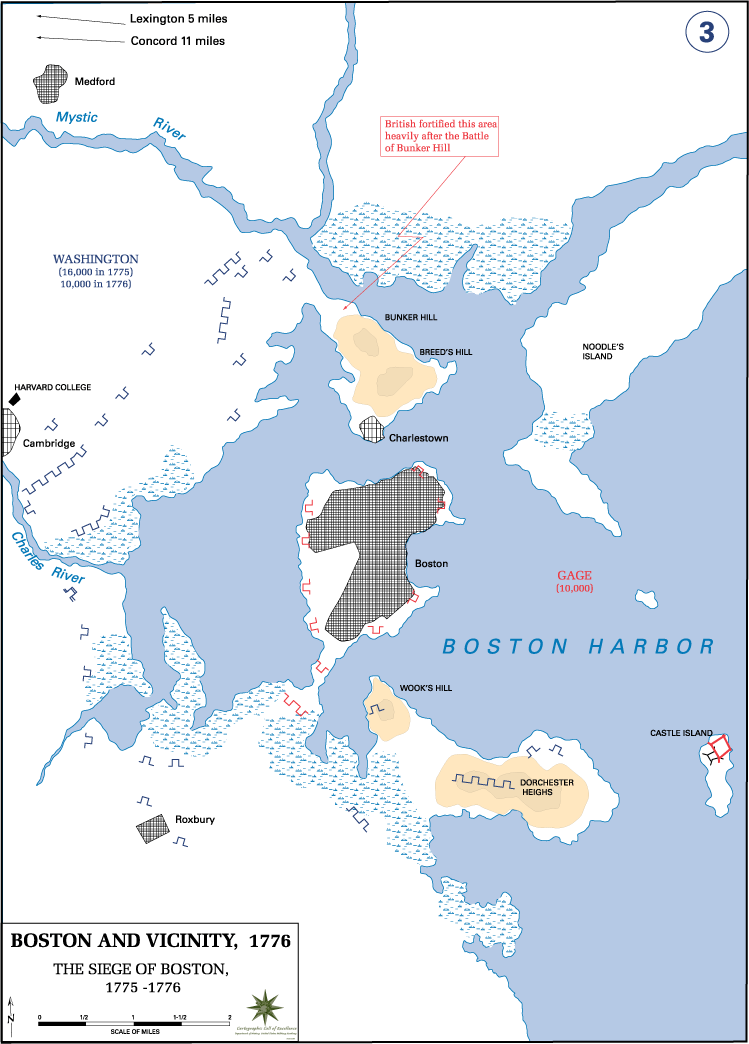
El asedio de Boston 1775–1776

Inmediatamente después de las batallas del 19 de abril, los milicianos de Massachusetts dirigidos por el flojo líder William Heath, que había sustituido al general Artemas Ward el día 20, formaron la línea de asedio, desde Chelsea, alrededor de las penínsulas de Boston y Charlestown, hasta Roxbury, rodeando efectivamente a Boston por tres lados. Particularmente bloquearon el istmo de Charlestown y el Istmo de Boston, dejando solo el acceso británico a la ciudad por mar. En los días posteriores, la línea de asedio creció con hombres procedentes de Rhode Island, Connecticut y Nuevo Hampshire. El general Gage escribió con sorpresa sobre el número de rebeldes que rodeaban la ciudad: "Los rebeldes no son la muchedumbre despreciable que muchos suponían... Después de todo, en su guerra contra los franceses nunca mostraron tal conducta, atención y perseverancia como lo hacen ahora".
El general Gage puso su atención en fortificar las posiciones defendibles. En Roxbury, al sur, dispuso líneas defensivas de 10 fusileros. En Boston, cuatro colinas fueron rápidamente fortificadas; iban a ser la mayor defensa de la ciudad. Asimismo, Gage decidió abandonar Charlestown, trayendo las atribuladas fuerzas (habían sido las que habían huido de Concord) a Boston. La ciudad de Charlestown quedó vacante, al igual que las colinas de Rochester, al lado contrario, y desde ambos lugares se podía divisar la ciudad.
Los británicos, al principio, restringieron los movimientos de salida de la ciudad, temiendo infliltraciones de armas. Pero, poco después, acosados y acosadores llegaron a un acuerdo informal que permitía el tráfico por el istmo de Boston, siempre que en este comercio no hubiera armas. Los patriotas que vivían en Boston salieron de la ciudad, y los lealistas (colonos que eran partidarios del Imperio británico) que vivían en los alrededores, fueron a vivir a la ciudad.
Como el asedio no bloqueaba el mar, la ciudad permaneció abierta a la Marina Real británica, bajo el mando de Samuel Graves, que traía provisiones desde Nueva Escocia y otros lugares. Los coloniales no pudieron impedir estos envíos, debido a la supremacía de la armada británica. Lo que sí hicieron los americanos fue dificultar el viaje de estos barcos, de forma que los precios de los suministros subieron rápidamente. Pronto, las fuerzas británicas se encontraron en escasez de alimentos. Y muchos de los civiles de Boston, hartos de la escasez, decidieron escapar y unirse a los patriotas.

### Primeras escaramuzas
El 3 de mayo, el congreso de Massachusetts autorizó a Benedict Arnold a llevar una tropa para tomar el fuerte Ticonderoga, al sur del lago Champlain en la provincia de Nueva York, que sabían que poseía muchas armas y estaba mal defendido. Arnold llegó a Castleton (que actualmente se encuentra en Vermont, pero por aquel entonces era parte del territorio disputado entre Nueva York y Nuevo Hampshire) el día 9, donde se unió a Ethan Allen y sus militares procedentes de Connecticut, todos ellos habían llegado independiente a la idea de tomar Ticonderoga. Esta compañía, bajo el mando conjunto de Arnold y Allen, capturó el fuerte Ticonderoga y también el fuerte Crown Point. También capturó la gran embarcación militar que se encontraba en el lago Champlain en un ataque al fuerte Saint-Jean. Capturaron 180 cañones que les fueron muy útiles en el asedio a Boston.

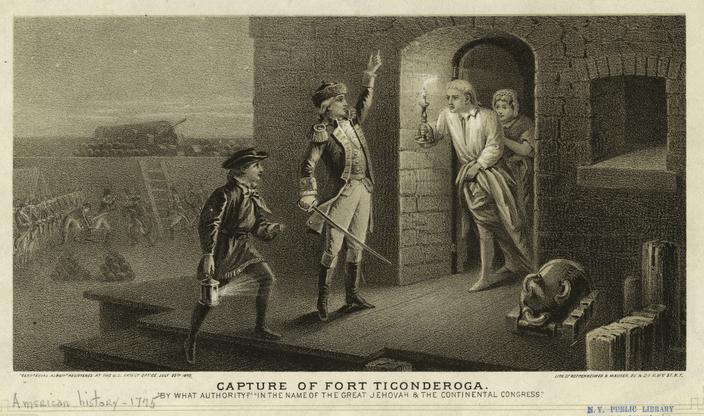
Grabado que representa a Ethan Allen pidiendo la rendición del fuerte Ticondaroga

Boston necesitaba abastecerse de carne fresca, y los caballos necesitaban heno. El 21 de mayo, Gage ordenó a una partida a dirigirse a la Isla Grape, en el exterior del puerto de Boston, para conseguir heno. Los continentales se dieron cuenta de la idea de los británicos y quemaron varios establos de la isla, y los británicos no pudieron conseguir el heno.
Desde ese momento, los continentales trabajaron para despojar a las islas del puerto de los víveres que podían ser útiles a los británicos. El 27 de mayo, en la batalla de Chelsea Creek, los marinos británicos quisieron parar esta eliminación de víveres de algunas islas. Los americanos resistieron y capturaron la goleta británica HMS Diana, y después de requisar su arsenal, lo destruyeron. En un intento de sofocar la rebelión, Gage ofreció perdonar a todos aquellos patriotas que se retiraran, a excepción de John Hancock y Samuel Adams. En lugar de soforcarlos, esto hizo que aumentara la rabia entre los americanos, y se sumaron más fuerzas patriotas.

### La colina de Breed

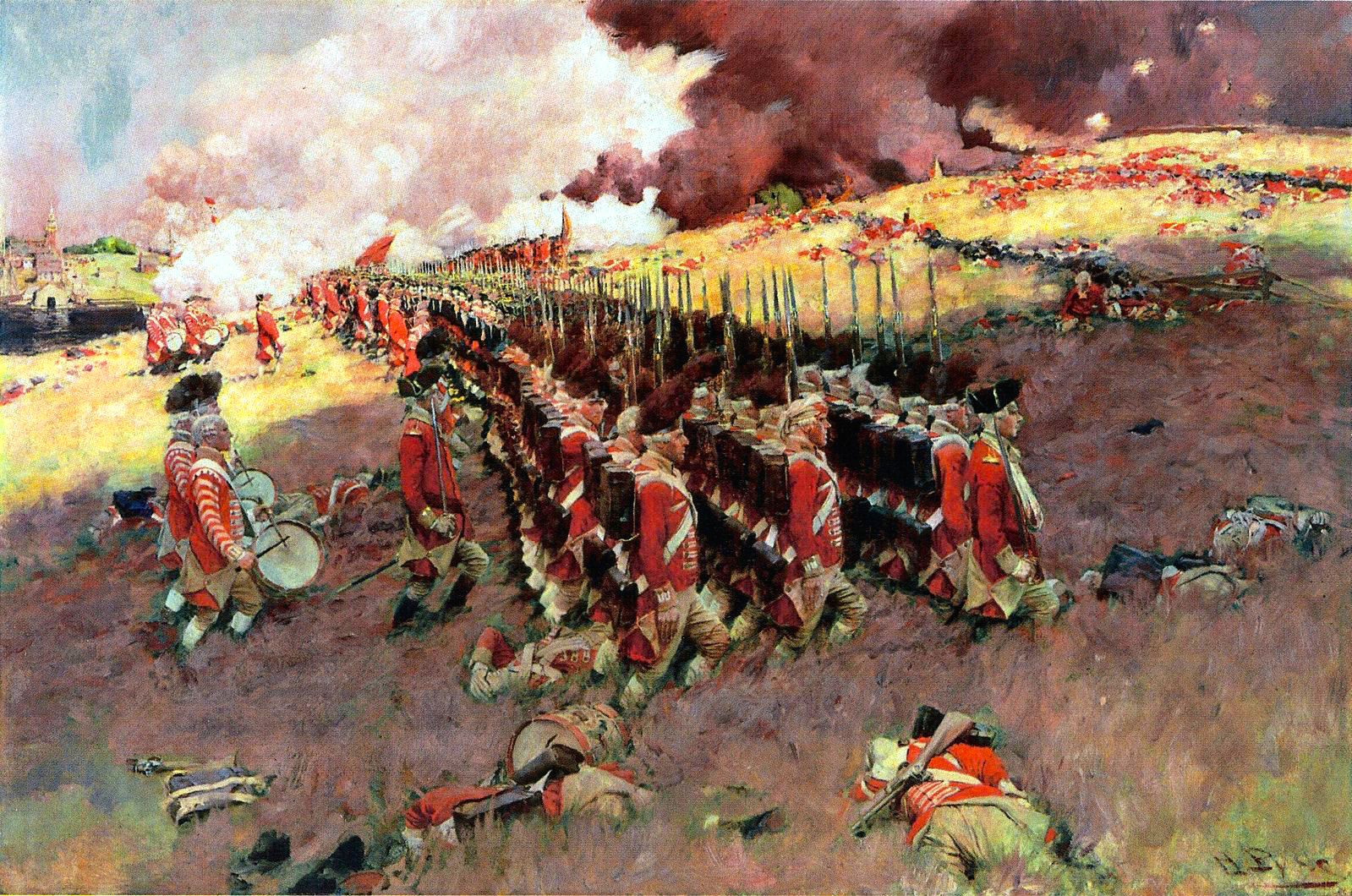
La batalla de Bunker Hill, Howard Pyle, 1897

A lo largo de mayo, los británicos habían recibido refuerzos, hasta que alcanzaron los 6000 hombres. El día 25, tres generales llegaron a bordo del HMS Cerberus: William Howe, John Burgoyne y Henry Clinton. Gage empezó a planear romper el asedio de la ciudad.
El plan consistía en fortificar ambas colinas de Bunker Hill y de Rochester Heights. Fijaron la fecha para tomar Rorchester Heights el 18 de junio. El 15 de junio, los colonos tuvieron noticias de los planes británicos, con lo que enviaron información al general Ward de que reforzara Bunker Hill; Ward ordenó al coronel William H. Prescott de llevar a cabo esta tarea. En la noche del 16 de junio, Prescott lideró a 1200 hombres al istmo de Charlestown para fortificarlo.
El 17 de junio, en la Batalla de Bunker Hill, los británicos bajo el mando del general Howe tomaron la península de Charlestown, pero tuvieron cuantiosas bajas. Más de mil hombres muertos o heridos, incluyendo 92 oficiales. Los americanos, aunque perdieron la batalla, habían resistido dos ataques en la colina Breed, y no tuvieron muchas bajas, por lo que se sintieron exitosos. Así que se puede decir que el combate terminó en punto muerto.

### Punto muerto
El general George Washington llegó a Cambridge el 2 de julio. Levantó su cuartel general en el instituto Harvard y tomó el mando de la recién formada armada continental al día siguiente. En este tiempo, refuerzos y armas llegaban desde lugares tan lejanos como Maryland y Virginia. Washington comenzó a entrenar a las milicias para convertirlas en un ejército más profesional.

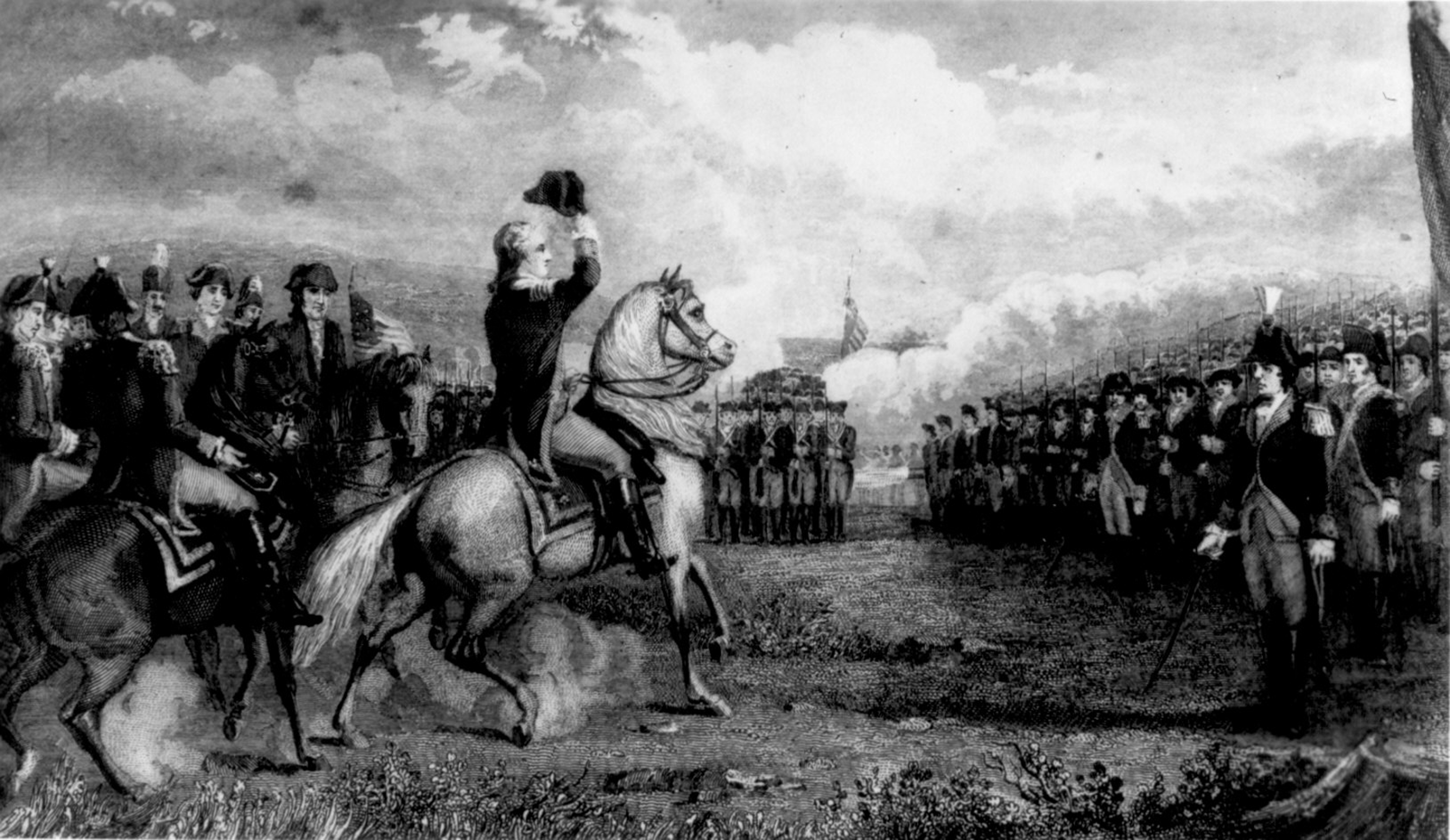
George Washington tomando el mando de la armada.

Washington también ordenó que las defensas fueran mejoradas. Se cavaron trincheras en el istmo de Boston y fueron ganando terreno hacia la ciudad. El 30 de julio, en represalia por el ataque americano, los británicos expulsaron la avanzadilla americana y quemaron varias casas en Roxbury. Cuatro días más tarde, un fusilero americano fue apresado y muerto, y los británicos colgaron su cuerpo del cuello. En represalia, los fusileros americanos estuvieron todo el día disparando, y mataron o hirieron muchos británicos. El 30 de agosto los británicos hicieron un ataque sorpresa en el istmo de Boston, quemando una taberna. La misma noche 300 americanos llegaron a la isla del faro quemándolo, y matando o capturando soldados.
A principios de septiembre, Washington comenzó a planear dos nuevos movimientos: el primero, enviar a 1000 hombres a invadir Quebec, y segundo, lanzar un ataque a Boston. Washington pensó que era el momento de enviar hombres a Quebec, porque por informes de sus espías en Boston, los británicos no iban a atacar hasta que recibiesen refuerzos. El 11 de septiembre de 1100 hombres bajo las órdenes de Benedict Arnold partieron para Quebec.

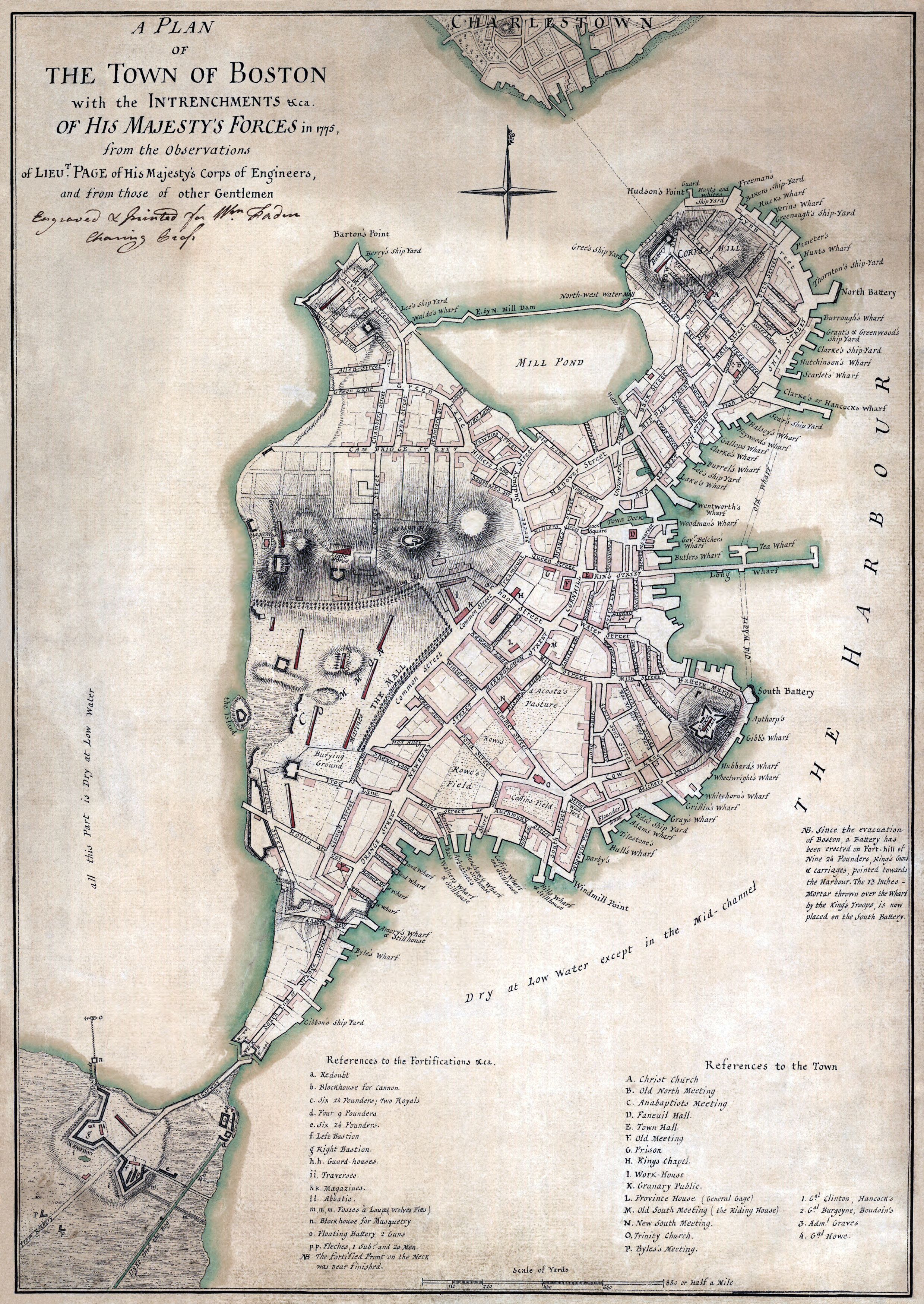
Las defensas británicas en Boston, 1775.

También es septiembre, Washington autorizó la apropiación de los navíos locales de pesca, para molestar a los británicos que venían con provisiones. Esta actividad fue precursora de la creación de una Armada Continental, que fue establecida en la actual ciudad de Portland (Maine).
A principios de noviembre, 400 soldados británicos fueron a la plaza Lechmere, en Cambridge, en busca de víveres; los consiguieron, pero perdieron dos hombres en una escaramuzo que se levantó allí. El 29 de noviembre el capitán colonial John Manley, comandando la goleta USS Lee, capturó uno de los más valiosos premios del asedio: el velero británico Nancy.
El invierno se aproximaba. Ambos bandos tenían problemas: los patriotas estaban escasos de pólvora, tanto que en algunos ataques tuvieron que luchar con lanzas, y de dinero para pagar a los soldados; y los británicos al mando ahora de Howe —que había sustituido a Gage en octubre— tenían escasez de madera, y además, provisionar a la ciudad era cada vez más difícil debido a las tormentas invernales y a los molestos botes americanos. Para más inri, epidemias de escorbuto y viruela estaban surgiendo en la ciudad. Entre los americanos, también hubo enfermos de viruela que eran llevados a hospitales.
En febrero, cuando el agua del puerto estaba helada, Washington pensó que, debido a su escasez de pólvora, ponían realizar un ataque directo avanzando sobre el hielo; pero sus oficiales no lo permitieron. Así que el nuevo plan era fortificar Dorchester Heights usando los cañones provenientes del fuerte Ticonderoga.
A mediados de enero, bajo órdenes de Londres, el general británico Henry Clinton y una pequeña flota con 1500 hombres, partieron para las Carolinas, con la idea de juntarse con nuevas tropas llegadas de Europa, y tomar un puerto en las colonias sureñas.

## Final del asedio

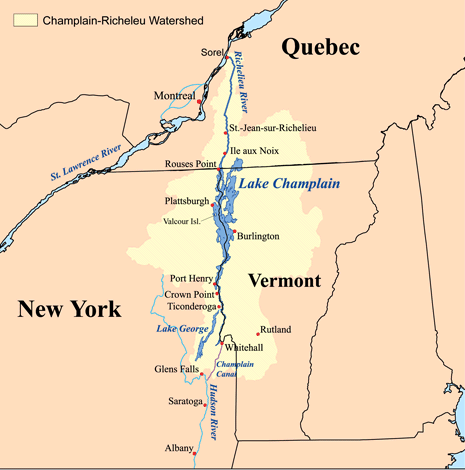
Mapa del lago Champlain donde se observa el fuerte Ticonderoga y el río Hudson

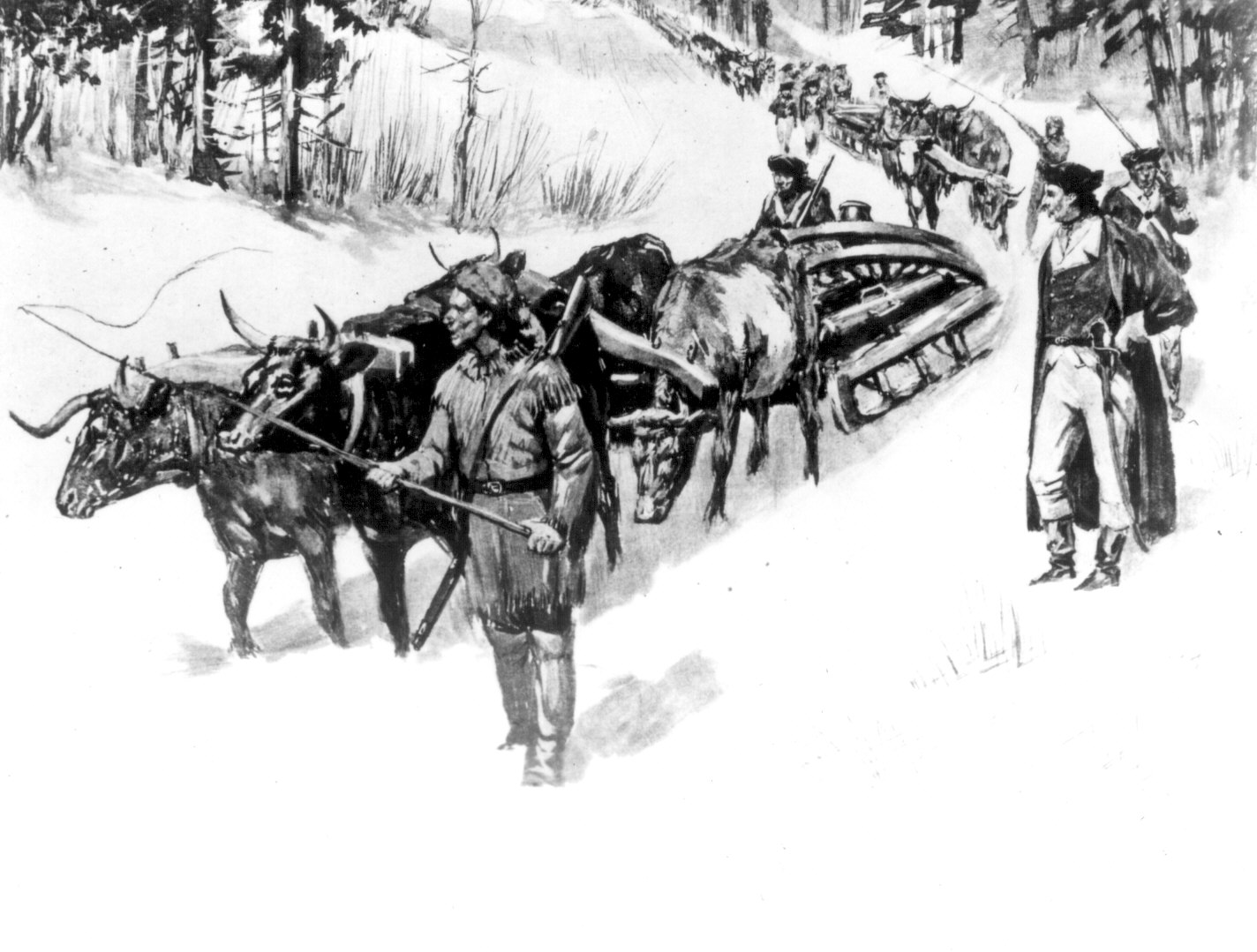
Henry Knox llevando su "noble tren" de artillería a Cambridge.

Entre noviembre de 1775 y enero de 1776, el coronel Henry Knox y un equipo de ingenieros, usaron trineos para transportar 60 toneladas de artillería pesada que había sido capturada en el fuerte Ticonderoga. Viajaron a través del helado río Hudson, y los ríos de Connecticut, en una operación muy compleja, llegando a Cambridge el 24 de enero.

### Fortificación de Dorchester Heights
Algunos de los cañones del fuerte Ticonderoga, que eran de un mayor tamaño y rango de los que poseían anteriormente los americanos, fueron emplazados rodeando la ciudad, y la noche del 2 de marzo comenzaron los bombardeos a la ciudad. Los fusileros coloniales, bajo el mando del coronel Knox, continuaron la batalla hasta el día 4. El 5 de marzo, Washington movió los cañones hacia la colina Dorchester Heights, desde donde apuntaban a Boston. Como era invierno, el suelo estaba helado, haciendo las trincheras impracticables, por lo que los hombres de Washington, para atrincherarse, usaron troncos, ramas y todo lo que encontraron disponible. Se dice que el general Howe exclamó: "Dios mío, estos chicos han trabajado más en una noche que lo que mis hombres podrían conseguir en tres meses". La flota británica no tenía un rango de visión para atacar a los americanos de Dorchester Heights, lo que hacia que Boston estuviera en grave peligro.
La inmediata respuesta de los británicos fue una cortina de fuego contra Dorchester H., que no dio resultado porque los proyectiles de los cañones británicos no podían alcanzar tal altura. Después de este ataque fallido, Howe se percató de que tenían que desalojar a los coloniales de la colina Dorchester, si querían seguir siendo dueños de Boston, sin embargo, una tormenta de nieve impidió este ataque, y los británicos tuvieron finalmente que aceptar rendirse.
El 8 de marzo, algunos importantes bostonianos enviaron una carta a Washington, manifestando que los británicos no destruirían la ciudad si se les era permitido evacuarse sin ser molestados. La carta surtió efecto: cuando la evacuación comenzó, no hubo fuego americano que la dificultase. El día 9, después de ver movimiento en la colina Dorchester, los británicos abrieron un fuego masivo que duró toda la noche y provocó cuatro bajas con una bala de cañón. Al día siguiente, los coloniales recogieron las 700 balas de cañón que lanzaron los británicos.

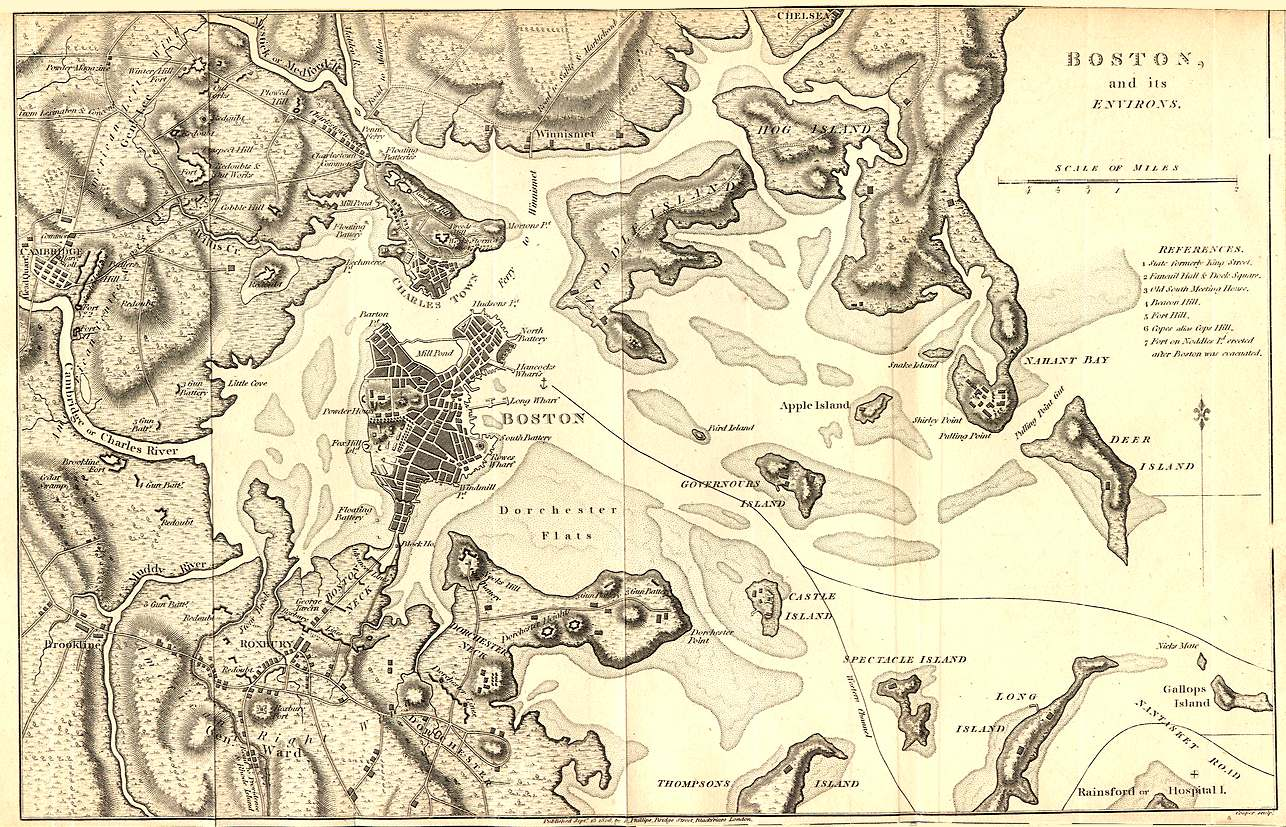
Mapa que muestra Boston y alrededores, incluyendo Bunker Hill, Dorchester Heights y la tropa en Gen. Artemas Ward durante el asedio de Boston. De "La vida de Washington por Marshall" (1806).

### Evacuación
El 10 de marzo el general Howe emitió una orden obligando a los bostonianos a dejar toda la ropa blanca y de lana que pudiera ser usada por los coloniales para continuar la guerra. El leaista (partidario de los británicos), Crean Brush, fue autorizado para recibir estos bienes, a cambio de recibir certificados de que eran efectivamente no valiosos. Durante la semana siguiente, la flota británica estuvo atracada en el puerto esperando vientos favorables, y cuando se dieron estas condiciones, el 17 de marzo, lealistas y soldados británicos subieron a los barcos que partieron del puerto a las 9:00 a. m. Esta flota consistía en 120 barcos que transportaban más de 11 000 personas.

## Consecuencias

### Limpieza de los americanos
Una vez que la flota británica había marchado, los americanos fueron a recuperar Boston y Charlestown. Al principio pensaron que los británicos se encontraban todavía en Bunker Hill, pero resultó que lo que encontraron fueron unos maniquíes. Debido al riesgo de viruela, inicialmente solo unos pocos hombres liderados por Artemas Ward entraron en la ciudad, y alrededor del 20 de marzo, cuando el riesgo de contagio era menor, entraron el resto.
El general británico Howe, no fiándose del tratado de no agresión de los americanos, dejó unos cuantos navíos en la retaguardia de la flota, con la misión de protegerlos en caso de ataque, pero no fueron atacados y llegaron exitosamente a Halifax.
La partida de la flota británica fue la mayor actividad militar en las colonias de Nueva Inglaterra. Washington, temiendo que los británicos fueran a atacar la ciudad de Nueva York, partió el 4 de abril con su armada hacia Manhattan, comenzando la Campaña de Nueva York y Nueva Jersey.

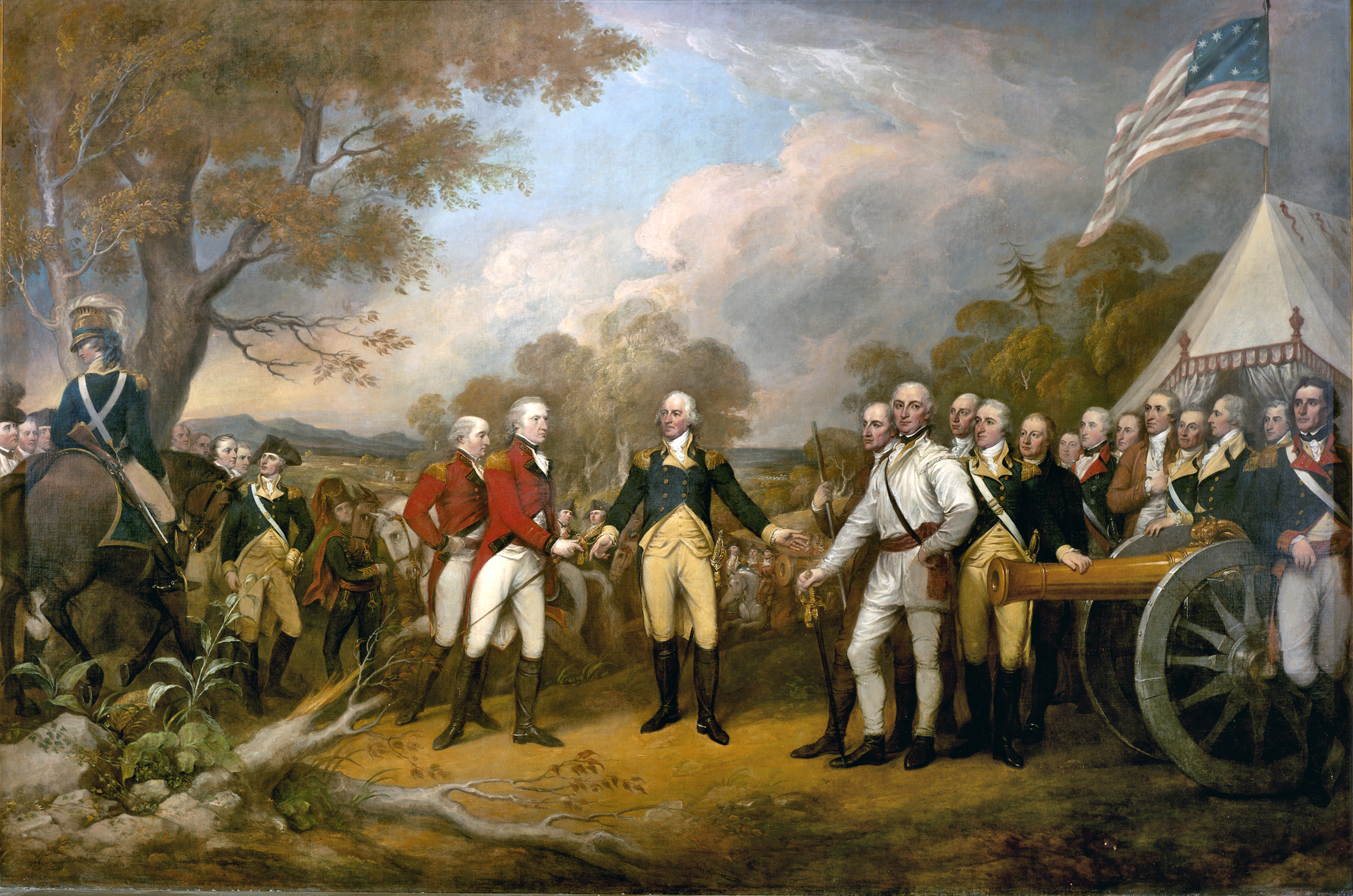
Rendición del General Burgoyne en Saratoga, por John Trumbull

### Destino de los generales británicos
Muchos lealistas de Massachusetts partieron con los británicos cuando dejaron Boston. Algunos emigraron a Inglaterra para empezar una nueva vida allí, y otros regresaron a América. Muchos se asentaron en Nueva Escocia, en lugares como Saint John y jugaron un papel importante en el desarrollo Nueva Escocia y Nuevo Brunswick.

### Destino de Boston
Después del asedio Boston dejó de ser un objetivo militar, pero continuó siendo un punto importante para las actividades revolucionarias, sobre todo su valioso puerto. Los líderes bostonianos tuvieron un importante rol en el desarrollo de los Estados Unidos. Boston y las comunidades vecinas celebran el 17 de marzo como el "día de la evacuación".